# Mistrovství světa juniorů v ledním hokeji 1985
Mistrovství světa juniorů v ledním hokeji 1985 se konalo 23. prosince 1984 až 1. ledna 1985 ve finských městech Helsinky, Turku, Vantaa a Espoo.

## Pořadí
| pozice | Tým     | Z | GS | GI | B  |
| ------ | ------- | - | -- | -- | -- |
| 1.     | Kanada  | 7 | 44 | 14 | 12 |
| 2.     | ČSSR    | 7 | 32 | 13 | 12 |
| 3.     | SSSR    | 7 | 38 | 17 | 10 |
| 4.     | Finsko  | 7 | 42 | 20 | 10 |
| 5.     | Švédsko | 7 | 32 | 26 | 6  |
| 6.     | USA     | 7 | 23 | 37 | 4  |
| 7.     | SRN     | 7 | 9  | 44 | 1  |
| 8.     | Polsko  | 7 | 10 | 59 | 1  |

## Výsledky
23.12.1984

Kanada – Švédsko 8:2 (1:0, 2:1, 5:1)

SSSR – Polsko 10:0 (3:0, 4:0, 3:0)

Finsko – SRN 9:0 (0:0, 6:0, 3:0)

ČSSR – USA 9:1 (2:1, 2:0, 5:0)

25.12.1984

Kanada – Polsko 12:1 (2:1, 4:0, 6:0)

SSSR – SRN 12:1 (5:0, 3:1, 4:0)

ČSSR – Švédsko 4:3 (2:0, 0:1, 2:2)

Finsko – USA 7:4 (2:0, 0:3, 5:1)

26.12.1984

Kanada – SRN 6:0 (1:0, 1:0, 4:0)

ČSSR – Polsko 6:2 (2:2, 2:0, 2:0)

Finsko – Švédsko 5:3 (2:1, 3:2, 0:0)

SSSR – USA 4:2 (1:1, 2:1, 1:0)

28.12.1984

Kanada – USA 7:5 (3:2, 0:2, 4:1)

SSSR – Švédsko 5:1 (1:0, 2:0, 2:1)

ČSSR – SRN 7:3 (4:0, 2:1, 1:2)

Finsko – Polsko 11:2 (6:2, 4:0, 1:0)

29.12.1984

Kanada – SSSR 5:0 (2:0, 0:0, 3:0)

Švédsko – Polsko 11:0 (4:0, 3:0, 4:0)

ČSSR – Finsko 1:1 (0:0, 0:1, 1:0)

USA – SRN 2:1 (1:0, 0:1, 1:0)

31.12.1984

Finsko – Kanada 4:4 (1:2, 2:2, 1:0)

Švédsko – SRN 5:1 (2:1, 2:0, 1:0)

ČSSR – SSSR 3:1 (0:0, 1:1, 2:0)

USA – Polsko 6:2 (2:2, 2:0, 2:0)

1.1.1985

Kanada – ČSSR 2:2 (0:0, 1:1, 1:1)

Polsko – SRN 3:3 (0:0, 2:1, 1:2)

SSSR – Finsko 6:5 (2:2, 3:1, 1:2)

Švédsko – USA 7:3 (2:1, 3:1, 2:1)

## Soupisky
Kanada
Brankáři: Craig Billington, Norm Foster

Obránci: Brad Berry, John Miner, Bobby Dollas, Selmar Odelein, Yves Beaudoin, Jeff Beukeboom

Útočníci: Wendel Clark, Brian Bradley, Shayne Corson, Greg Johnston, Adam Creighton, Jeff Jackson, Bob Bassen, Dan Hodgson, Claude Lemieux, Stéphane Richer, Dan Gratton, Jim Sandlak.
  ČSSR
Brankáři: Dominik Hašek, Eduard Hartmann

Obránci: Leo Gudas, Jiří Látal, Aleš Flašar, Drahomír Kadlec, Petr Prajsler, Vojtěch Kučera, Stanislav Medřík

Útočníci: Michal Pivoňka, Robert Kron, Tomáš Mareš, Ladislav Lubina, Jiří Kučera, Tomáš Kapusta, Michal Tomek, Kamil Kašťák, Jaroslav Ševčík, Marián Horváth, Stanislav Horanský.
  SSSR
Brankáři: Jevgenij Bělošejkin, Oleg Brataš

Obránci: Anatolij Fedotov, Alexej Grisčenko, Igor Kravčuk, Jurij Lynov, Igor Nikitin, Oleg Posmeťjev, Michail Tatarinov

Útočníci: Alexandr Černych, Vladimir Elovikov, Ravil Chajdarov, Valerij Kamenskij, Sergej Novoselov, Igor Rasko, Alexandr Semak, Sergej Sveržov, Pavel Torgajev, Andrej Vachrušev, Sergej Vostrikov.
 Finsko
Brankáři: Timo Lehkonen, Jarmo Myllys

Obránci: Kari-Pekka Friman, Erik Hämäläinen, Harri Laurila, Ossi Piitulainen, Vesa Ruotsalainen, Vesa Salo, Ari Suutari, Arto Taipola

Útočníci: Ari Haanpää, Iiro Järvi, Esa Keskinen, Mikko Mäkelä, Mikko Mustola, Timo Norppa, Eerik Sjöblom, Esa Tikkanen, Jari Torkki, Kari Tuiskula.
 Švédsko
Brankáři: Ulf Nilsson, Sam Lindståhl, Jacob Gustavsson

Obránci: Peter Andersson, Arto Blomsten, Leif Carlsson, Christian Due-Boje, Stefan Jonsson, Stefan Larsson, Fredrik Olausson

Útočníci: Mikael Andersson, Peter Berndtsson, Lars-Göran Byström, Eddy Ericsson, Tommy Eriksson, Lennart Hermansson, Ulf Konradsson, Reine Landgren, Mats-Åke Lundström, Stefan Nilsson, Harri Tiala.
 USA
Brankáři: Alan Perry, Mike Richter

Obránci: Chris Biotti, David Espe, Perry Florio, Brian Johnson, Jay Octeau, Brian Leetch, Eric Weinrich

Útočníci: Allen Borubeau, Clark Donatelli, Greg Dornbach, Brian Hannon, Craig Janney, Bill Kopecky, Steve Leach, Jeff Rohlicek, Scott Schneider, Doug Wieck, Scott Young.
 SRN
Brankáři: Rupert Meister, Oliver Weissenberger

Obránci: Frank Gentges, Uwe Krupp, Rene Ledock, Christian Reuter, Thomas Riedel, Peter Romberg, Richard Trojan

Útočníci: Klaus Birk, Andreas Brockman, Michael Flemming, Georg Franz, Thomas Gröger, Raimond Hilger, Anton Krinner, Udo Schmid, Jürgen Storz, Andreas Volland, Josef Wassermann.
 Polsko
Brankáři: Jarosław Wajda, Robert Walczewski

Obránci: Zbigniew Bryjak, Adam Dolinski, Marek Litwin, Jerzy Matras, Janusz Syposz, Roman Szewczyk

Útočníci: Władysław Balakowicz, Włodzimierz Cieślik, Mirosław Copija, Ludwik Czapka, Adam Goliński, Jacek Kurowski, Ryszard Mróz, Wojciech Musiał, Ireneusz Pacuła, Mariusz Puzio, Marek Stebnicki, Mirosław Tomasik.

## Turnajová ocenění
|                            | Brankář          | Obránce      | Obránce           | Útočníci       | Útočníci       | Útočníci       |
| -------------------------- | ---------------- | ------------ | ----------------- | -------------- | -------------- | -------------- |
| Ceny direktoriátu IIHF     | Craig Billington | Vesa Salo    | Vesa Salo         | Michal Pivoňka | Michal Pivoňka | Michal Pivoňka |
| All-Star Tým (podle médií) | Timo Lehkonen    | Bobby Dollas | Michail Tatarinov | Esa Tikkanen   | Michal Pivoňka | Mikko Mäkelä   |

### Produktivita
| Hráč            | G  | A  | Body |
| --------------- | -- | -- | ---- |
| Esa Keskinen    | 6  | 14 | 20   |
| Esa Tikkanen    | 7  | 12 | 19   |
| Brian Bradley   | 9  | 5  | 14   |
| Peter Andersson | 4  | 10 | 14   |
| Mikko Mäkelä    | 11 | 2  | 13   |

## Skupina B
Šampionát B skupiny se odehrál v Japonsku, postup na MSJ 1986 si vybojovali Švýcaři, naopak sestoupili Francouzi
|    |            | SUI  | NED  | JPN  | AUT  | NOR | ITA | ROM | FRA  | V | R | P | Skóre | B  |
| 1. | Švýcarsko  | ***  | 5:4  | 5:3  | 20:7 | 6:1 | 7:1 | 8:6 | 7:0  | 7 | 0 | 0 | 58:22 | 14 |
| 2. | Nizozemsko | 4:5  | ***  | 4:4  | 8:1  | 5:1 | 7:1 | 7:1 | 12:1 | 5 | 1 | 1 | 47:14 | 11 |
| 3. | Japonsko   | 3:5  | 4:4  | ***  | 10:3 | 3:1 | 5:2 | 3:5 | 6:3  | 4 | 1 | 2 | 34:23 | 9  |
| 4. | Rakousko   | 7:20 | 1:8  | 3:10 | ***  | 5:5 | 3:2 | 7:6 | 4:2  | 3 | 1 | 3 | 30:53 | 7  |
| 5. | Norsko     | 1:6  | 1:5  | 1:3  | 5:5  | *** | 1:2 | 7:1 | 7:6  | 2 | 1 | 4 | 23:28 | 5  |
| 6. | Itálie     | 1:7  | 1:7  | 2:5  | 2:3  | 2:1 | *** | 5:3 | 1:2  | 2 | 0 | 5 | 27:42 | 4  |
| 7. | Rumunsko   | 6:8  | 1:7  | 5:3  | 6:7  | 1:7 | 3:5 | *** | 5:5  | 1 | 1 | 5 | 27:42 | 3  |
| 8. | Francie    | 0:7  | 1:12 | 3:6  | 2:4  | 6:7 | 2:1 | 5:5 | ***  | 1 | 1 | 5 | 29:42 | 3  |

## Skupina C
Šampionát C skupiny se odehrál v Belgii, postup do B skupiny MSJ 1986 si vybojovali Bulhaři.
|    |                | BUL  | HUN  | BEL  | GBR  | ESP | V | R | P | Skóre | B |
| 1. | Bulharsko      | ***  | 3:2  | 11:9 | 4:1  | 5:4 | 4 | 0 | 0 | 23:16 | 8 |
| 2. | Maďarsko       | 2:3  | ***  | 6:1  | 11:2 | 6:4 | 3 | 0 | 1 | 25:10 | 6 |
| 3. | Belgie         | 9:11 | 1:6  | ***  | 11:1 | 6:4 | 2 | 0 | 2 | 27:22 | 4 |
| 4. | Velká Británie | 1:4  | 2:11 | 1:11 | ***  | 5:3 | 1 | 0 | 3 | 9:29  | 2 |
| 5. | Španělsko      | 4:5  | 4:6  | 4:6  | 3:5  | *** | 0 | 0 | 4 | 15:22 | 0 |